# 芙苑晶
芙苑 晶（ふぞの あき、1969年11月20日 - ）は、日本の音楽家。電子音楽、トランスなどで主に知られ、国際的に活動している。カナダ在住。

## 概要
トランスやテクノに分類される作品を主体に、IDM的なものやクラシック音楽寄りの作品まで、キャリア全体において多彩な変化に富んでいる。ソロ・アルバムの多くは組曲スタイルで構成されており、アルバム全体で一つのテーマを表現する作品が多い。
ノンジャンル電子音楽もしくは「総合音楽」としての「シンセサイザー・シンフォニー（Synthesizer Symphony)」と呼ばれる連作ソロ・アルバム・シリーズが代表作として知られ、このスタイルの創始者とされる。このスタイルとリンクした「シンフォニック・テクノ（en:Symphonic_Techno）」といった新ジャンルを提唱したパイオニアでもある。かかる評価の点においては、プログレッシブ・ロックともしばしばクロスオーバーする傾向もある。
一方、トランス前史時代の1980年代後半よりトランス的な手法による作品も先駆的に発表しているほか、活動初期にはミュジーク・コンクレート等のような実験的作品なども制作・発表していた。

### バンドおよびユニット
- 幻覚植物研究所（1987年 - トランス・ユニット）主宰。
- ファー・イースト・アシッド・ハウス・クワルテット、もしくはLSD解放同盟（Far East Acid House Quartet、日本のレイブ・バンド）の元・メンバー（バンド・リーダー、キーボード、作曲担当）（1988年 - 1997年）。

## 経歴

### 少年時代（クラシック・現代音楽時代）
幼少期に両親が離婚、母子家庭に育った。三人姉弟の末っ子として生まれ、上に二人姉がいたが、下の姉は14歳で難病のため亡くなっている。
4歳からピアノを始め、6歳頃から作曲を始める。作曲家・黛敏郎に才能を見出され、幼少よりクラシック音楽の英才教育を受けた。黛敏郎に師事。当初はクラシック作曲家志望であり、十代前半で作曲家として活動を始め、いくつかのクラシック作品の習作を発表。また、この頃より電子音楽・前衛音楽に傾倒する。
作曲家・武満徹は、高校生だった芙苑晶に会っているが、当時武満は芙苑晶を「たぐい稀な、悪魔的な天才・・・」と評したというエピソードがある。
高校在学中、全て電子楽器のみによるアンサンブル・オーケストラ「エテロフォニック・オーケストラ（Etherophonic Orhcestra）」結成、図形楽譜等を用いた前衛的コンサート活動をおこなう。恐らく日本（ないし東洋）初と推定される革命的なものであった。ほかに、ミュージック・コンクレートの手法を用いた実験的テープ音楽作品制作なども発表。前衛的サイケデリック・ロック・バンド「淫心」等でも活動した。
日本の高校を2年で中退後、ヨーロッパに渡り、1987年-1991年頃（推定）、ドイツ（旧・西ドイツ）に滞在。現地で作曲家カールハインツ・シュトックハウゼンと会い、感化を受けた。マウリシオ・カーゲルに作曲を師事。
ケルンで隠秘学を研究。専門学者に師事し学ぶが、のちに訣別。ミュンヘン大学で美学、芸術学等を学んだのち、ベルリン自由大学で哲学を学ぶ（のちに中退）。
1988年、初のソロ電子音楽プロジェクト・幻覚植物研究所（Psychedelic Plants Research Laboratory）（タイトルなし・『幻覚植物研究所』）自主制作盤で200部のみカセット・リリース。
なお、音楽ジャンル的に見た場合、恐らくこの時期を境にクラシック/現代音楽の範疇から、よりフリースタイルなノンジャンル・テクノ/電子音楽的な作風に変化したものと見られている。

### ソロ・デビュー～初期
1988年、淫心のメンバーでロンドンに滞在中、セカンド・サマー・オブ・ラブの別称でも知られるアシッド・ハウス・ムーヴメントに遭遇、グループ名を ファー・イースト・アシッド・ハウス・クワルテット（Far East Acid House Quartet）と変更して再出発。以後、同バンドは日本とヨーロッパのアンダーグラウンド・シーンを中心にサイケデリックトランス、レイヴ・バンドの草分けとして活動（〜1997年解散）。
同1988年、初のソロ・アルバム『燐光（Phosphorescence）』をニューヨークのNerve Nets Recordsより発表（「Siamese Twin」名義）、ソロデビュー。同作を本人は「アシッド・ミュージック（Acid Music）」「サイケデリック・テクノ（Psychedelic Techno）」等と呼んでいた。デビュー当時は覆面作家であり、Siamese Twinとは日本語で「シャム双生児」を意味する不気味なペンネームで、プロフィールなども一切明かされなかった。
1989年、世界単独放浪の旅を挙行。ヨーロッパ、アジア各地を巡り、アメリカに渡る。ニューヨーク滞在中、現地でトランス・ユニット「Psychedelic Plants Research Laboratory」（幻覚植物研究所）名義での野外ゲリラ・ライブをニューヨーク各地でおこなう。のちに野外レイヴの先駆と見なされている。1991年（推定）オランダ（アムステルダム）に移住。主にヨーロッパ、アメリカ、日本等を拠点として国際的に活動をおこなう。
一方、ソロ・アーティストとして、『木霊（Echoes）』（1990年）、『荒廃（Ruins）』（1993年）、『伽藍（Cathedral）』（1995年）などのソロ・アルバムを発表。これらの三作は「シンフォビエント三部作（Symphobient Trilogy）」として完結。アンビエントサイケ、トランス、クラシックなどを独自な手法で合成したような神秘的ムードの作品群であった。

### ファー・イースト・アシッド・ハウス・クワルテット
ファー・イースト・アシッド・ハウス・クワルテット（以下ファーイースト）では作曲、シンセサイザー、キーボードを担当、バンド・リーダーでもあった。ファー・イーストにおいては、「原始回帰の秘儀としての野外レイヴ」というテーマを考案・提唱、「巫女役」とも呼ばれたダンサーであったメンバー・田嶋エリサとともにファー・イースト独自のスタイルによる野外レイヴを考案した。他にも、ファー・イーストの原型となるアイディアの多くを考案したのは芙苑晶であったといわれており、バンドにおける創作面・思想面での中心人物と見られた。ファー・イースト全盛期（90年代前半頃）には「ネオ・ヒッピーの元祖」といった呼び名でもファンに知られた。
1992年、同バンドのメンバーでダンサーの田嶋エリサと結婚（1996年離婚）。芸術上・思想上のパートナーとしても知られたが、1994年、夫妻で日本に帰国中、LSD所持により逮捕されるといったハプニングもあった。
ファー・イーストの活動においてはトラブルも多く、バンド後期（1994年以降）は、メンバーの逮捕、堕落や死によって活動自体が困難になっていった。ファー・イーストの四人のメンバーのうち、他の三人は死亡したり引退しているため、芙苑晶が唯一の現役アーティストである。 

### 国際的評価、引退と復帰～現在
1998年にリリースした5作目のソロ・アルバム『宇宙論（Cosmology）』では、シンフォニック・テクノという新ジャンル・新手法を確立したアルバムとなった。同アルバムは芙苑晶の国際的ブレイク作と見られている。しかし、同アルバム発表直後の1998年、アメリカのファンジンで突然引退を表明。その後、行方をくらました。
この時期、実質的には2000年にトランス・レイヴ・ドーターズをプロデュースしたのみで、それ以外は一切仕事をやめてしまい、数年間リタイアしていたが、2003年、5年ぶりに発表されたアルバム『年代記（Chronicle）』で復帰した。『年代記（Chronicle）』は、電子音楽のほか、オーケストラ、合唱、民族楽器などをフィーチャーした交響詩的大作として新境地を切り開いた。
2007年には、芙苑晶の80-90年代の代表曲（主にトランス系の楽曲が中心）をトランス・レイヴ・ドーターズをはじめとする内外のDJがリミックスを手がけたクラブ・リミックス・アルバム『恍惚的宇宙論 / トランス・レイヴ・コスモロジー（Trance-Rave Cosmology）』がリリースされた（芙苑晶 with トランス・レイヴ・ドーターズ名義）。
2008年9月9日、現在の若い世代のファー・イーストファンからの公開質問状による「Q&A集」、同バンドの元・メンバーである芙苑晶・スペースDJリョウの二人による最新の「eメール書簡集」の二部構成による公式サイト「レイヴ聖典 Rave Scripture – Far East Acid House Quartet 芙苑晶、田嶋エリサ、スペースDJリョウ、市川カヲル」が立ち上げられた。これ以前は海外でのインタビューやレビュー
の翻訳がほとんどであったため、日本語をネイティヴとして書かれた公の文章としては珍しい例である。

## ディスコグラフィー

### オリジナル・アルバム
- 『燐光（Phosphorescence）』（1988年）

「Siamese Twin」名義でリリースされた最も古い音源。
- 『木霊（Echoes）』（1990年）

このアルバム以降は「シンセサイザー・シンフォニー（Synthesizer Symphony）」のサブタイトルが冠され、『木霊（Echoes）』を「Synthesizer Symphony No.1 シンセサイザー・シンフォニー第1番」として、以降、No.2、3、4・・・・と通し番号が振られている。また、このアルバム以降は「AQi Fzono（芙苑晶）」名義でリリースされている。
- 『荒廃（Ruins）』（1993年）
- 『伽藍（Cathedral）』（1995年）
- 『宇宙論（Cosmology）』（1998年）

「時空間の超越」をテーマとしている。「Cosmology 5」はクラブ・ヒットとなった。
2006年にはリマスター盤が再発された。
- 『年代記（Chronicle）』（2003年）

「人類の歴史」をテーマにしている。

### リミックス・アルバム
- 『宇宙論入門（A Guide To Cosmology）』（2000年）（リミックス：ヒプノティック・ツイン、 トランス・レイヴ・ドーターズ）

### リミックス・アルバム/ベスト・ヒット・アルバム
- 『恍惚的宇宙論/トランス・レイヴ・コスモロジー（Trance-Rave Cosmology）』 - AQi Fzono Club Hits Dance Remixes Best（2007年）（芙苑 晶 with トランス・レイヴ・ドーターズ）

芙苑晶の過去のソロ・アルバムからの代表曲をはじめ、ファー・イースト等、初期のバンド・プロジェクトの代表曲も収録され、なおかつ全曲がリミックスされた上、トランスのコンピレーションCDのようにつなげられているというベスト・ヒット・アルバム的な作品集となった。

### その他のアルバム
- 『全自動少年（Automatonboy）』（1997年）

公式サイトのディスコグラフィーには載っていないアルバム。どの様な経緯でリリースされたのかは不明。

## 関連人物
- カールハインツ・シュトックハウゼン
- 黛敏郎
- 武満徹
- ダモ鈴木
- スペースDJリョウ
- トランス・レイヴ・ドーターズ

## トリビア
- 日本で初めて野外レイヴを計画した人であるという説がある[3][1]。